# Flamingo (álbum)
Flamingo es el álbum debut de Brandon Flowers como solista. El LP fue lanzado el 3 de septiembre de 2010 en Australia, el 6 de septiembre en U.K., y el 14 del mismo mes en EE. UU. El disco fue producido por Stuart Price, Daniel Lanois, Brendan O'Brien y el mismo Brandon Flowers. Su primer sencillo fue la canción Crossfire, y posteriormente saldría un segundo sencillo titulado Only the Young.
El álbum ha recibido una crítica generalmente positiva, además de haber estado en lo más alto del chart británico y haber tenido buenas ventas (más de 200.000 copias vendidas en todo el mundo).

## Lista de canciones
| Edición normal |                                     |                                                    |                        |          |  |
| N.º            | Título                              | Escritor(es)                                       | Productor(es)          | Duración |  |
| 1.             | «Welcome to Fabulous Las Vegas»     | Flowers                                            | Brendan O'Brien        | 4:48     |  |
| 2.             | «Only the Young»                    | Flowers                                            | Stuart Price           | 4:19     |  |
| 3.             | «Hard Enough» (junto a Jenny Lewis) | Flowers, Jenny Lewis, Daniel Lanois, Benji Lysaght | Price, Lanois, Flowers | 4:05     |  |
| 4.             | «Jilted Lovers & Broken Hearts»     | Flowers, Lanois, Price                             | Price, Lanois, Flowers | 4:40     |  |
| 5.             | «Playing with Fire»                 | Flowers, Lanois                                    | Price, Lanois, Flowers | 5:48     |  |
| 6.             | «Was It Something I Said?»          | Flowers, Lanois, Lewis                             | Price, Lanois, Flowers | 3:19     |  |
| 7.             | «Magdalena»                         | Flowers                                            | O'Brien                | 3:19     |  |
| 8.             | «Crossfire»                         | Flowers                                            | O'Brien                | 4:18     |  |
| 9.             | «On the Floor»                      | Flowers                                            | Price, Lanois, Flowers | 3:23     |  |
| 10.            | «Swallow It»                        | Flowers                                            | Price, Flowers         | 2:57     |  |
| 40:56          |                                     |                                                    |                        |          |  |

| Edición especial |                                                      |                |                |          |  |
| N.º              | Título                                               | Escritor(es)   | Productor(es)  | Duración |  |
| 11.              | «The Clock Was Tickin'»                              | Flowers        | Price, Flowers | 4:49     |  |
| 12.              | «Jacksonville»                                       | Flowers        | Price, Flowers | 4:01     |  |
| 13.              | «I Came Here to Get Over You»                        | Flowers        | Price, Flowers | 2:21     |  |
| 14.              | «Right Behind You»                                   | Flowers, Price | Price, Flowers | 3:53     |  |
| 15.              | «On the Floor 2.0» (bonus track para Japón y iTunes) | Flowers        | Flowers        | 3:12     |  |
| 54:02            |                                                      |                |                |          |  |